# Special Olympics Bermuda
Special Olympics Bermuda (englisch: Special Olympics Bermuda) ist der bermudische Verband von Special Olympics International, der weltweit größten Sportbewegung für Menschen mit geistiger Beeinträchtigung und Mehrfachbeeinträchtigung. Ziel ist die sportliche Förderung dieser Personengruppe und die Sensibilisierung der Gesellschaft für sie. Außerdem betreut der Verband die bermudischen Athletinnen und Athleten bei den Special Olympics Wettbewerben.

## Aktivitäten
2021 waren 17 Athletinnen, Athleten und Unified Partner sowie 8 Trainer bei Special Olympics Bermuda registriert.
Der Verband nahm 2021 an den Programmen Law Enforcement Torch Run (LETR), Athlete Leadership, Healthy Athletes, Young Athletes, Motor Activities Training Program (MATP) und Unified Sports teil, die von Special Olympics International ins Leben gerufen worden waren.

### Sportarten
Folgende Sportarten wurden 2021 vom Verband angeboten:
- Boccia (Special Olympics)
- Bowling (Special Olympics)
- Fußball (Special Olympics)
- Golf (Special Olympics)
- Leichtathletik (Special Olympics)
- Reiten (Special Olympics)
- Schwimmen (Special Olympics)
- Tennis (Special Olympics)

### Teilnahme an Weltspielen vor 2020
(Quelle:)
- 2011 Special Olympics World Summer Games, Athen
- 2013 Special Olympics World Winter Games, PyeongChang, Südkorea
- 2019 Special Olympics, World Summer Games, Abu Dhabi (13 Athletinnen und Athleten)[2]

### Teilnahme an den Special Olympics World Summer Games 2023 in Berlin
Special Olympics Bermuda nahm an den Special Olympics World Summer Games 2023 teil. Die Delegation wurde vor den Spielen im Rahmen des Host Town Program vom Rems-Murr-Kreis mit den Städten Backnang, Winnenden und Waiblingen betreut. Es waren 35 Personen angekündigt. Das Team gewann bei diesen Weltspielen zwei Goldmedaillen, eine Silbermedaille und acht Bronzemedaillen.